# Agenor Suzano dos Reis
Agenor Suzano dos Reis, mais conhecido como Ladel (Jacarezinho, 1º de dezembro de 1948), é um ex-futebolista brasileiro que atuou como goleiro. Destacou-se no início dos anos 1970, no Coritiba Football Club.

## Carreira
Entre 1967 a 1982, atuou em grandes clubes brasileiros como Coritiba, Colorado, Santos e Operário. Atualmente, reside em Ponta Grossa, onde encerrou sua carreira.

### Recorde
Ladel detém o recorde paranaense de goleiro que ficou mais tempo sem tomar gols, com 11 jogos e 37 minutos, totalizando 1027 minutos de invencibilidade.